# Чмирівка (Черкаський район)
Чмирі́вка — українське село у Черкаському районі Черкаської області, підпорядковане Чигиринській міській громаді. Розташоване за 24 км від центру громади — міста Чигирин. Населення — 61 особа.
На півночі село сусідить з с. Новоселиця, на сході – з с. Суботів, на півдні – з с. Вдовичине і Матвіївка та з с. Рублівка і Полуднівка на заході.
Біля Чмирівки виявлене городище скіфських часів (за попередніми даними, VI—V ст. до н. е.). Воно має розмір 1x1,5 км. Залишки валу сягають 2 м заввишки.

## Історія

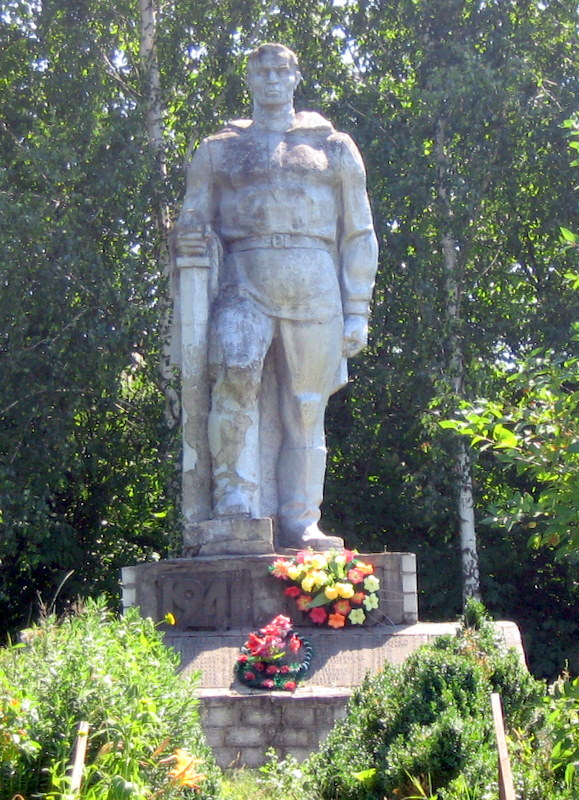
Пам'ятник воїнам, що загинули у роки Другої світової війни

За переказами село засноване за часів Хмельниччини козаком-знахарем Чмирем, який вилюднився в лісових хащах. Одне з урочищ досі зберігає ім'я засновника — Чмирева гора. Зі сходу та півдня чмирівську долину обступають густі ліси, а селом донедавна протікав струмок, який дав життя існуючому ставу.
Інші мешканці, утікачі, жили за рахунок вирубок та продажу лісу, бо орної землі село не мало. Через безземелля в Чмирівці не було навіть багатих хазяїв. Перший колгосп, створений на початку 20-х років, одержав ім'я І. Н. Дубового і на той час був дуже успішним.
Друга світова війна спустошила село, через близькість до партизанського руху воно було під постійною увагою окупантів.
У повоєнні роки у Чмирівці відбудували колгосп, а на початку 50-х років тамтешня артіль ім. 20-річчя Жовтня була приєднана до новоселицької, тому в наступні роки в бригаді були лише відгодівельні ферми та отари овець. На той час у селі мешкало біля тисячі жителів.

## Сучасність
У селі відсутні фельдшерсько-акушерський пункт та магазин. Виробнича база та господарські споруди ліквідовані. Автобусне сполучення з райцентром відсутнє.
В 2010 році на базі села Чмирівка утворене екопоселення Чарівне. Нові мешканці ведуть здоровий образ життя, вирощують екологічно чисту продукцію.

## Люди
У селі народились:
- Наум Іпатійович Дубовий (* 1875 — † 1941) — український радянський партійний і військовий діяч;
- Іван Наумович Дубовий (* 12 (24 вересня) 1896 — †29 липня 1938) — український радянський військовий діяч;
- Петро Антонович Дубовий — командир партизанського загону, що в роки Другої світової війни базувався у Холодному Яру.
- Ключник Григорій Афанасійович (1922 — † 1967)— учасник Другої світової війни, розвідник 252-ї Харківської Братиславської Червонопрапорної ордена Суворова та Богдана Хмельницького стрілецької дивізії[джерело?].